# Måns Mossa

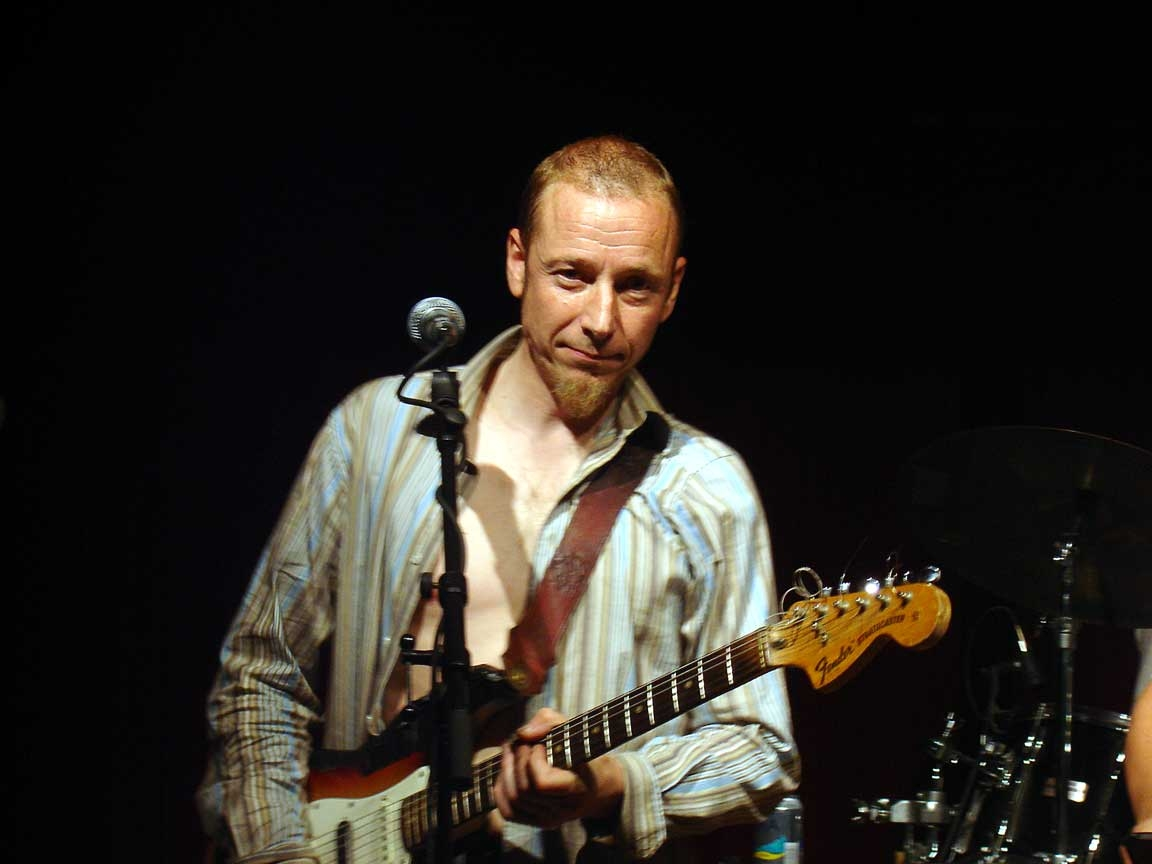
Måns Mossas gitarrist Fredrik Augustin från återföreningen 2005, Skelleftehamn

Måns Mossa, svenskt proggband från Skellefteå. Släppte 1979 en självbetitlad LP (Great Music Production). Bandet spelade progressiv rock av samma slag som Trettioåriga Kriget och var troligen det första band från Skellefteå som släppte en skiva. Gruppen splittrades 1981 på grund av meningsskiljaktigheter, men gjorde comeback 1991 för ett antal spelningar.

## Medlemmar
- Arne Leirnes: slagverk, piano, sång
- Bengt Holmquist: trummor
- Erik Johansson: bas, synt
- Fredrik Augustin: gitarr
- Olav Markstedt: sång, gitarr

## Diskografi
Måns Mossa (LP), pressad i 1000 exemplar. Total speltid: 42:56. 
Tekniker: Kjell Nästén. Mixad på KN och Studio Tonkontroll, Örnsköldsvik. 
Omslagsmålning av Ola Sundström. Fotografier av Sture Lingdén och Liv Leirnes.

### Sida A
1. Äntligen en ny dag (4:03)
2. Vad som gäller för imorgon (4:41)
3. Håll i hatten (4:17)
4. Jag är ditt samvete (5:07)
5. Nåns bossa (4:37)

### Sida B
1. Det är okej (4:06)
2. Där blåser en vind (4:34)
3. Jag sköter mig ständigt (4:39)
4. Autron a) Flödets ironi b) Gävulens näsa (6:52)

De medverkar även med ett stycke på cd-skivan som medföljer boken "Hela hjärtat mitt - Ögonblick från Skellefteås pophistoria".